# Awake (Josh Groban)
Awake è il terzo album discografico in studio del cantante statunitense Josh Groban, pubblicato nel 2006.

## Il disco
Il disco è stato pubblicato nel novembre 2006 dalle etichette Reprise Records e 143 Records. L'album è stato prodotto da David Foster con l'ausilio di altri produttori quali Imogen Heap, Marius De Vries ed Eric Mouquet. Il singolo di lancio è rappresentato dal brano You Are Loved (Don't Give Up).
L'album è stato certificato doppio disco di platino (oltre 2 milioni di copie vendute negli Stati Uniti) dalla RIAA e ha raggiunto la posizione #2 della classifica Billboard 200.

## Tracce
1. Mai (Leo Z./Andrew Sandri/Marco Marinangeli) - 4:35
2. You Are Loved (Don't Give Up) (Thomas Salter) - 4:49
3. Un Día Llegará (Oksana Grigorieva/Claudia Brant) - 4:18
4. February Song (Josh Groban/Marius de Vries/John Ondrasik) - 5:12
5. L'ultima notte (Marinangeli) - 4:22
6. So She Dances (Asher Lenz/Adam Crossley) - 4:54
7. In Her Eyes (Michael Hunter Ochs/Jeff Cohen/Andy Selby) - 4:54
8. Solo por ti (Mark Hammond/Marinangeli) - 3:59
9. Now or Never (Groban/Imogen Heap) - 3:38
10. Un giorno per noi (Nino Rota/Lawrence Kusik/Edward A. Snyder/Alfredo Rapetti) - 5:11
11. Lullaby (feat. Ladysmith Black Mambazo) (Groban/Dave Matthews/Jochem Van Der Saag) - 2:32
12. Weeping (feat. Ladysmith Black Mambazo & Vusi Mahlasela) (Dan Heymann) - 4:45
13. Machine (feat. Herbie Hancock) (Groban/Eric Mouquet/Dave Bassett) - 4:54